# Joël Suter
Joël Suter (ur. 25 października 1998 we Frutigen) – szwajcarski kolarz szosowy.

## Osiągnięcia
Opracowano na podstawie:

2016
- 3. miejsce w mistrzostwach Szwajcarii juniorów (jazda indywidualna na czas)

2019
- 1. miejsce na 2. etapie Tour de l’Avenir (jazda drużynowa na czas)
- 2. miejsce w Paryż-Tours U23

2020
- 2. miejsce w mistrzostwach Szwajcarii U23 (jazda indywidualna na czas)

2022
- 2. miejsce w Trofeo Calvià
- 1. miejsce w mistrzostwach Szwajcarii (jazda indywidualna na czas)

2023
- 1. miejsce na 3. etapie Giro di Sicilia

## Rankingi
| Rok             | 2018  | 2019 | 2020 | 2021 | 2022 | 2023  |
| --------------- | ----- | ---- | ---- | ---- | ---- | ----- |
| World Ranking   | 2390. | 907. | 823. | 855. | 413. | 1060. |
| UCI Europe Tour | 1808. | 660. | 658. | 660. | 331. | -     |
| UCI Asia Tour   | 682.  |      |      |      |      |       |
|                 |       |      |      |      |      |       |
| Źródło: UCI     |       |      |      |      |      |       |